# День машинобудівника
День машинобудівника — професійне свято працівників машинобудування і приладобудування України. Відзначається щорічно у четверту неділю вересня.

## Історія свята
В СРСР свято робітників і інженерів машинобудівної галузі засновано Указом Президії Верховної Ради СРСР від 1 жовтня 1980 року «Про святкові й пам'ятні дні» та відзначалося щороку в останню неділю вересня.
В Україні дата професійного свята працівників машинобудування і приладобудування «…на підтримку ініціативи працівників машинобудування і приладобудування України…» встановлено на четверту неділю вересня згідно з Указом Президента України «Про День машинобудівника» від 8 вересня 1993 року № 361/93.

## Привітання
У структурі машинобудівної галузі України нині налічується більше 2800 промислових підприємств і 230 організацій, які виконують наукові і науково-технічні роботи. Загальна кількість працюючих — понад 1 млн чоловік